# Dhulla Jaidi
Dhulla Jaidi (nep. धुल्लु गैडि) – gaun wikas samiti w zachodniej części Nepalu w strefie Dhawalagiri w dystrykcie Baglung. Według nepalskiego spisu powszechnego z 2011 roku liczył on 1006 gospodarstw domowych i 4195 mieszkańców (2405 kobiet i 1790 mężczyzn).